# Christa Göcke
Christa Göcke ist eine ehemalige deutsche Fußballspielerin.

## Karriere
Göcke gehörte Tennis Borussia Berlin von 1975 bis 1986 als Mittelfeldspielerin an, für den Verein sie in der Verbandsliga Berlin Punktspiele bestritt.
Als Meister aus dieser 1976 hervorgegangen, war ihr Verein berechtigt an der Endrunde um die Deutsche Meisterschaft teilzunehmen. Am 20. Juni 1976 gehörte sie der Mannschaft an, die im Siegener Leimbachstadion vor 3700 Zuschauern dem FC Bayern München im Finale einen großen Kampf lieferte – am Ende jedoch mit 2:4 n. V. verlor. 1977 erneut Berliner Meister, unterlag ihr Verein der NSG Oberst Schiel bereits im Achtelfinale mit 3:4 nach Hin- und Rückspiel. Am 20. Juni 1981 erreichte sie mit ihrer Mannschaft erneut das Finale um die Deutsche Meisterschaft. Im Stadion An der Paffrather Straße, der Heimspielstätte der SSG 09 Bergisch Gladbach, war ihr Verein dieser mit 0:4 unterlegen. Auch ihr drittes Finale, das sie mit ihrer Mannschaft am 25. Juni 1983 an selber Stätte erreichte, wurde erneut gegen die SSG 09 Bergisch Gladbach verloren – mit 0:6 sogar sehr deutlich.
Im Wettbewerb um den Vereinspokal unterlag ihr Verein im Jahr 1982 beim KBC Duisburg im Viertelfinale mit 2:5, im Jahr 1984 beim VfL Wittekind Wildeshausen bereits im Achtelfinale mit 0:4.

## Erfolge
- Finalist Deutsche Meisterschaft 1976, 1981, 1983
- Berliner Meister 1976, 1977, 1981, 1983, 1984, 1986
- Berliner Pokalsieger 1977, 1978, 1982, 1984